# Ahí Va
"Ahí Va" es un álbum de estudio del guitarrista argentino Luis Salinas. Fue producido por Salinas y
publicado por "DBN" (Distribuidora Belgrano Norte) en 2003.
Fue registrado en los estudios "ION" por el ingeniero de grabación Jorge "Portugués" Da Silva, asistido 
por Javier Mazzarol y Norberto Villagra. A su vez, el asistente de producción fue Gerardo "Cebo" Faniza
y la masterización fue realizada por Ariel Lavigna. La fotografía pertenece a Adrián Lamas y el arte fue
realizado por Emiliano Acedo.
El álbum incluye una versión del bolero "Contigo en la Distancia".

## Canciones
1. "Dulce" (Luis Salinas) - 6:21
2. "Funky en Si Menor" (Luis Salinas) - 3:36
3. "Allá Lejos" (Luis Salinas) - 6:25
4. "Latin Beeboop" (Luis Salinas) - 3:00
5. "Bolero" (Luis Salinas) - 4:47
6. "Salsita" (Luis Salinas) - 3:33
7. "La Estrella del Fin" (Luis Salinas) - 5:48
8. "Amanece" (Luis Salinas) - 4:16
9. "Noche" (Luis Salinas) - 5:08
10. "Candombes" (Luis Salinas) - 8:41
11. "Contigo en la distancia" (César Portillo de la Luz) - 4:57
12. "Ahí Va" (Luis Salinas) - 5:14
13. "RTM Blues" (Luis Salinas) - 2:27

## Personal
- Luis Salinas: Guitarras, coros, voz y producción.

- José Reynoso: Piano y teclados.

- Daniel Maza: Bajo.

- Facundo Guevara: Percusión.

- Sebastián Peyceré: Batería.

- Raynald Colom: Trompeta en "Noche". (Músico invitado).

- Jorge "Portugués" Da Silva: Ingeniero de grabación.

- Javier Mazzarol: Asistente de grabación.

- Norberto Villagra: Asistente de grabación.

- Ariel Lavigna: Masterización.

- Gerardo "Cebo" Faniza: Asistente de producción.